# Don Martin
Don Martin (Paterson, 18 mei 1931 - Miami, 6 januari 2000) was een Amerikaanse cartoon- en striptekenaar. Kenmerkend voor zijn stijl waren de vreemde onomatopeeën (die niet bij de situatie leken te passen), absurde wendingen en vele varianten op bekende situaties en clichés. Van sprookjes als de Prinses en de Kikker en Raponsje wist Martin bijvoorbeeld tientallen varianten te verzinnen. Verder hadden Martins stripfiguren altijd herkenbaar vreemde voeten. 
Vanaf de jaren 60 tot 1987 werkte hij voornamelijk voor het Amerikaanse Mad magazine, maar na een conflict stapte hij over naar de concurrent, Cracked. Korte tijd had hij ook een eigen tijdschrift: Don Martin Magazine, waarin zijn oude strips opnieuw werden uitgegeven.
Don Martins broer Ralph Martin was pianist in de jazz en easy listening.